# Laura Stoeri
Laura Stoeri (Suiza; 30 de julio de 1996) es una ajedrecista suiza que posee el título de Maestra FIDE Femenina.

## Biografía
Stoeri nació el 30 de julio de 1996 en Suiza. En 2018, se graduó de la Universidad de Ginebra con una licenciatura en relaciones internacionales.
Su hermano mayor, Simon, también es ajedrecista.

## Carrera
Stoeri fue entrenada por el gran maestro Artur Yusúpov.
Ganó el Campeonato Femenino de Suiza en la categorías Sub-12 y Sub-16, así como el campeonato absoluto en 2016. En el campeonato mixto, Stoeri ganó la categoría Sub-18 y fue subcampeona en la categoría Sub-20.
Desde 2011, ha sido miembro del equipo femenino de Suiza, compitiendo en el campeonato de Europa de ajedrez por equipos en 2011, 2013, 2015, 2017 y 2021, así como en las Olimpiadas de ajedrez en 2012, 2014, 2016, 2018 y 2022.
En 2013 obtuvo el título de Maestra FIDE Femenina.